# Music Expo
Music Expo est un évènement musical parisien de musiques actuelles ayant lieu tous les deux ans. Il permet d'apprendre, de découvrir, d'écouter et de rencontrer des artistes, des nouveaux talents, des entreprises et des professionnels de la musique. La première édition eut lieu en 2009.

## Naissance du festival
Imaginé par Nicolas Cailloux et une petite équipe de passionnés en 2008 à Paris.
« Music Expo a été visualisé comme un salon festival de musique qui représenterait comment nous vivons la musique aujourd’hui, c’est-à-dire sous toutes ses formes. »

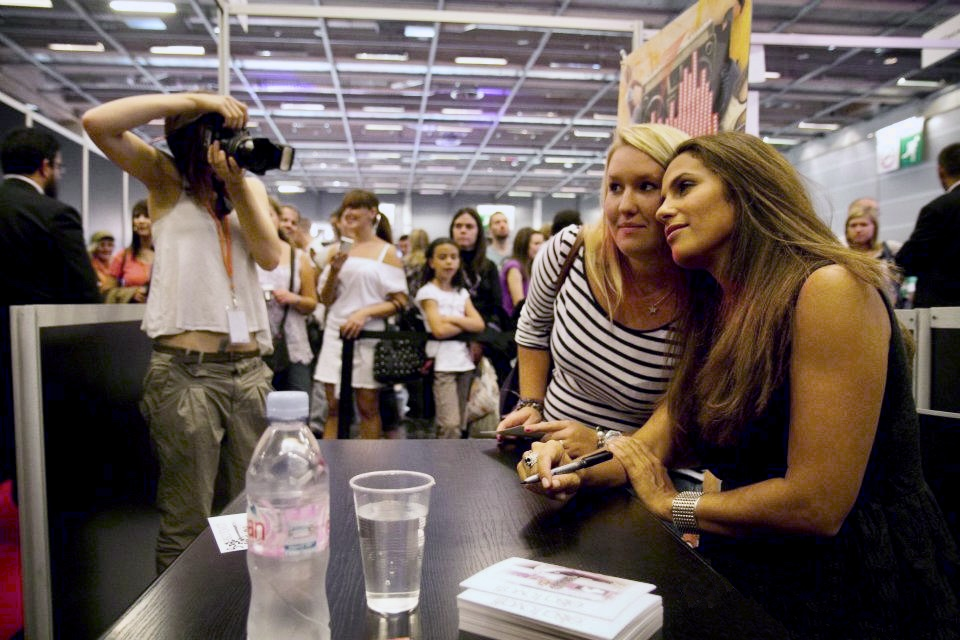
Elisa Tovati en dédicaces

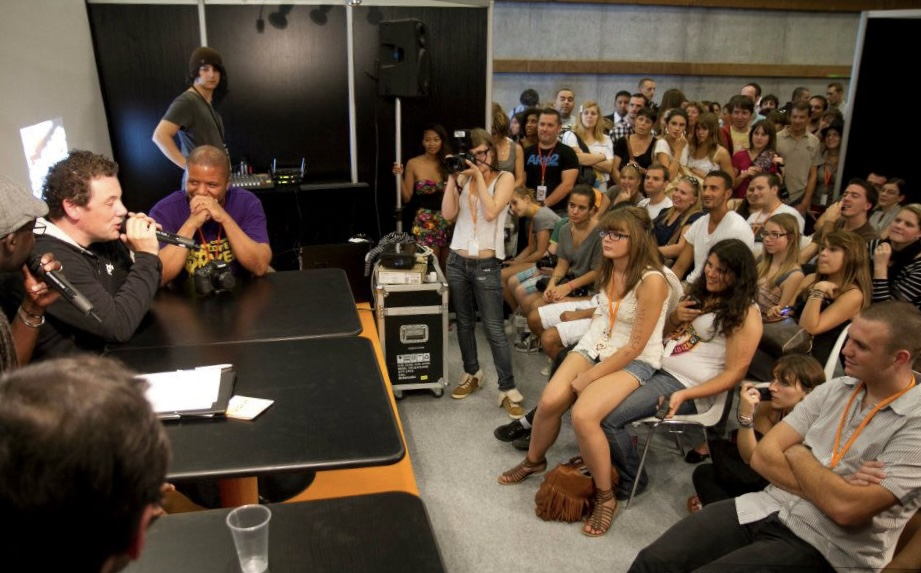
Joachim Garraud en conférence

## Éditions

### Édition «Beta»: 2009 à La Défense
À l’origine, Music Expo devait être un petit événement à La Défense pour présenter un nouveau concept événementiel : la musique sous toutes ses formes. Pendant les quelques mois de préparation, médias et artistes soutiennent l’idée, et Music Expo prend finalement place sous l'Arche de la Défense.

### Édition «1»: 2011 à la Porte de Versailles (Paris)
L’édition 2011 a eu lieu les 1 et 2 octobre 2011 au Parc des expositions de la porte de Versailles. 12 000 visiteurs font le déplacement pour écouter et rencontrer plus de 100 artistes et groupes, dont 20 du top 50 français.
Médiatisé en direct sur NRJ dans toute la France, les artistes se succèdent pendant que le public assiste à des conférences, des animations et découvre les stands des exposants et partenaires.
Une édition marquée par la forte présence de fans, qui iront jusqu’à forcer la programmation d’artistes et groupes non prévus par les organisateurs. Notamment le groupe Oméga dont la communauté fera preuve d’action, et celle de Mozart, l'opéra rock, dont les artistes solos seront fortement sollicités par leurs fans pendant des semaines.
Cinq espaces avaient été créés pour l’occasion :
- Multimédia : jeux vidéo musicaux,
- Mode, arts et culture, société : photographie, illustration, peinture, sculpture, courts-métrages, clips, parodies, reportages…
- Espace live : artistes réputés et amateurs, troupes d’improvisations, DJ…
- Sport, presse, médias : karaté et basket artistiques, danseurs,
- Scènes, animations : humour, spectacles, défilés…

#### Les artistes
En showcases sur différentes scènes, conférences et/ou dédicaces, Music Expo a accueilli plus de 150 artistes en deux éditions dont :
2LN, Ali (ex Lunatic), Big Ali, Boulevard des airs, Clara Morgane, Colonel Reyel, Da Hit Boys, Darrell, David Vendetta, Diane Dassigny, DJ Eazy-K, DJ Rheatha, DJ Nelson, Elisa Tovati, Enhancer,  Football freestyle, Game Video Freestyle, Gage, Gary Fico, Jango Jack, Jean-Roch, Jessy Matador, Joachim Garraud, Joe, Joyce Jonathan, La Harissa, Lary Lambert, Leslie, Les Plastiscines, Maeva Meline, Marysa, Mathieu Bouthier, Melissa Mars, Medhy Custos, Merwan Rim, Music is not fun, Ol'Kainry, Olivier Miller, Omega, PZK, Quentin Mosimann, Sarah Riani, Sefyu, Shirley Souagnon, Sinik, Singuila, Solene le Pierres, Stéréo Panda, Sully Sefil, Tal, Team Venom, TLF, Tom Frager, Ysa Ferrer, Zac Harry.

### Édition «2»: 2013
Prévu initialement tous les 2 ans, la 2e édition de Music Expo est attendue en 2013.

## Sources
(mai 2012).
- (Le Parisien) Music Expo fait le plein de stars à Paris début octobre 2011
- (Huffingtonpost) Interviews de Colonel Reyel, Joyce Jonathan, Gage, Tal… Au salon Music Expo
- (La Chipie de Paris) Interview Nicolas Cailloux : Créateur et directeur général de Music Expo !
- (Musical Avenue) En photos : les comédiens chanteurs à l’honneur au salon Music Expo
- (Urban Fusions) Music Expo 2011 : retour sur un week-end de folie !
- (La Chipie de Paris) Music Expo : la musique dans tous ses états